# Islas del mar de la China Meridional
Las islas del mar de la China Meridional o también conocidas en Filipinas como islas del mar de Filipinas Occidental (en chino: 南海诸岛; en vietnamita: Các quần đảo trên biển Đông) son un archipiélago de más de 250 islas, atolones, cayos, bancos, arrecifes y bancos de arena, en el mar de China Meridional, ninguno de los cuales tienen pueblos nativos, con solo algunos con suministro de agua natural, y muchos de los cuales están de forma natural bajo el agua durante la marea alta, o bien están sumergidos de forma permanente. Las islas se agrupan en tres archipiélagos, más el Banco Macclesfield y Bajo de Masinloc (Scarborough). En conjunto tienen una superficie total de tierra de menos de 15 kilómetros cuadrados en marea baja:
- Las islas Spratly, en disputa entre la República Popular China, la República de China (Taiwán) y Vietnam, con Malasia, Brunéi y Filipinas reclamando partes del archipiélago.
- Las islas Paracel, en disputa entre la República Popular China, la República de China y Vietnam, ocupadas por la República Popular China.
- Las islas Pratas, en disputa entre la República Popular China y la República de China, ocupadas por la República de China.
- El Banco Macclesfield, disputado entre la República Popular China, la República de China, Filipinas y Vietnam, sin tierra por encima del nivel del mar.
- El Bajo de Masinloc o Scarborough, disputado entre la República Popular China, Filipinas y la República de China, con solo rocas por encima del nivel del mar.

Hay minerales, gas natural, y depósitos de petróleo en las islas y bajo su fondo marino cercano, también una abundancia de vida marina, tradicionalmente explotadas por todas las naciones demandantes durante muchos años.